# Viviane Tranquille
Viviane Tranquille (21 de julio de 1999) es una deportista canadiense que compite en taekwondo. Ganó dos medallas en el Campeonato Panamericano de Taekwondo, bronce en 2018 y plata en 2022.

## Palmarés internacional
| Campeonato Panamericano | Campeonato Panamericano      | Campeonato Panamericano | Campeonato Panamericano |
| Año                     | Lugar                        | Medalla                 | Categoría               |
| ----------------------- | ---------------------------- | ----------------------- | ----------------------- |
| 2018                    | Spokane (Estados Unidos)     | Medalla de bronce       | –49 kg                  |
| 2022                    | Punta Cana (Rep. Dominicana) | Medalla de plata        | –49 kg                  |